# Keskuskatu
Keskuskatu, (suédois : Centralgatan)  est une rue du quartier de Kluuvi au centre d'Helsinki en Finlande. 

## Architecture
Voici quelques bâtiments remarquables de la rue:
- Maison du livre, Keskuskatu 1a - Pohjoisesplanadi 39, Alvar Aalto, 	1969
- Keskuskatu 1b, Eliel Saarinen, 1920
- Keskuskatu 2 - Pohjoisesplanadi 41, Kristian Gullichsen, 1989
- Keskuskatu 2 - Aleksanterinkatu 52, Sigurd Frosterus, 1930
- Autatalo, Keskuskatu 3a, Alvar Aalto, 1955
- Domus Litonii, Keskuskatu 3b - Aleksanterinkatu 50, Gustaf Leander, 1846
- Immeuble Hermes, Keskuskatu 4, Aleksanterinkatu 19 -, Grahn, Hedman & Wasastjerna, 1897
- Keskuskatu 5 - Aleksanterinkatu 17,  Pauli Blomstedt, 1929
- Makkaratalo, Keskuskatu 6 - Kaivokatu 6-8,  Viljo Revell & Heikki Castrén,  1964
- Keskuskatu 7, Heikki Castrén, Juhani Katainen, Annikki Nurminen,  1968
- Ateneum,  Keskuskatu 9, Theodor Höijer, 1887